# Victory Motorcycles
Victory Motorcycles foi uma fabricante de motocicletas estado-unidense com sua linha de produção sediada em Spirit Lake, Dickinson County, norte de Iowa, Estados Unidos. Ela começou sua produção em 1998, e anunciou o encerramento de suas atividades a partir de janeiro de 2017.
A empresa é uma subsidiária da Polaris Industries, e foi criada após o sucesso moderno da fabricante Harley-Davidson. As motocicletas da Victory são projetadas para competir diretamente com as Harley-Davidson e marcas similares de estilo americano, com motores V-twin e configurações touring, sport-touring, e cruiser. A primeira Victory, a V92C, foi anunciada em 1997 e iniciou suas vendas em 1998. A Victory foi lucrativa por muitos anos (beginning in 2002) mas fechou no vermelho em 3 dos seus últimos 5 anos.

## História
A Polaris, uma companhia de Minnesota com vendas anuais de $3.2 bilhões em 2012, foi uma das primeiras fabricantes de snowmobiles. A companhia também produz ATVs, foras-de-estrada, veículos elétricos e, até 2004, veículos aquáticos pessoais. Procurando diversificar sua linha de produção, e observando as vendas apreciadas pela Harley-Davidson e fabricantes similares, a companhia decidiu produzir motocicletas grandes construídas inteiramente nos Estados Unidos.
As motocicletas da Victory seguem o tradicional estilo americano de motocicletas pesadas que cada vez mais se associava à Harley-Davidson brand em nações economicamente avançadas após a Segunda Guerra Mundial, ao invés de um design mais moderno inspirado nas motocicletas de corridas.
Em 2010 a Polaris envolveu-se em uma grande expansão da produção e comercialização da motocicleta. Em 2011 a Polaris comprou a marca Indian motorcycle.

## Modelos

### V92C
O primeiro modelo, V92C, foi estreado no Planet Hollywood, no Mall of America por Al Unser, Jr. em 1997. A produção começou no final de 1998, e o primeiro modelo oficial foi 1999. Com 92 cu in (1 500 cc), a V92C foi o segundo maior motor de motocicleta com produção em série disponível na época, e desencadeou uma corrida entre as fabricantes para construir motores cada vez maiores.[carece de fontes?] Todos os componentes da V92C foram produzidos em Minnesota e Iowa, exceto os freios Brembo italianos e o sistema de injeção eletrônica britânico. Os motores Victory estrearam com transmissão de 5 marchas (depois 6), câmara de combustão simples, bielas duplas, tuchos hidráulicos, e injeção de combustível; a maioria dos componentes de injeção de combustível são peças GM padrão. O motor V92C foi desenvolvido para ser facilmente ajustado pelo proprietário.
O motor Victory de 92 cu in (1 500 cc)  carrega 5,700 ml de óleo no cárter, quase o mesmo que a maioria dos automóveis. Isso destina-se a minimizar o risco de danos por falta de óleo, mas faz também com que seja maior que outros motores de motocicletas, como os Harley-Davidson, que carregam o óleo em um reservatório à parte. Velocidade máxima de 120 mph (190 km/h) em 5,500 rpm;[carece de fontes?] a injeção eletrônica contém um limitador de rotações que pode ser sobrescrito reprogramando o EPROM. O motor Victory é refrigerado a ar, e também circula o óleo do cárter através de um radiador montado entre os tubos inferiores frontais do chassi. Uma seção do braço oscilante traseiro pode ser removida para trocar a correia de transmissão ou a roda traseira.
Os projetistas da motocicleta entraram em contato com fabricantes europeus, em particular a Cosworth, para projetar e construir o motor, mas por fim decidiram fazê-lo em Osceola, Wisconsin. Várias alternativas de geometria do motor e do quadro foram testadas até que a melhor fosse encontrada, com o virabrequim geometricamente alinhado com os eixos, um conceito que é prática padrão nos últimos 100 anos. O V92C pesava aproximadamente o mesmo de um motor Harley-Davidson, com 650 lb (290 kg).[carece de fontes?] O motor V92C original produzia aproximadamente 55 hp (55,8 cv) na roda,[carece de fontes?] equivalente a uma Sportster 1964; Com comandos de válvulas e pistões de alta performance, ele podia gerar 83 hp (84,2 cv) de potência e torque de Predefinição:Convert/lbft.[carece de fontes?]
Em 2002, o motor Freedom foi introduzido. Ele possuía as mesmas dimensões do motor antigo mas com maior potência. Com cilindros arredondados e um radiador de óleo menor foi muito mais atrativo visualmente. O V92C ficou conhecido como Classic Cruiser, e foi retirado gradualmente de linha após os modelos 2003. Houve também uma versão "Special Edition" (edição especial) apresentando atualizações especiais nos modelos 2000 e 2001, e modelos Deluxe por vários anos.

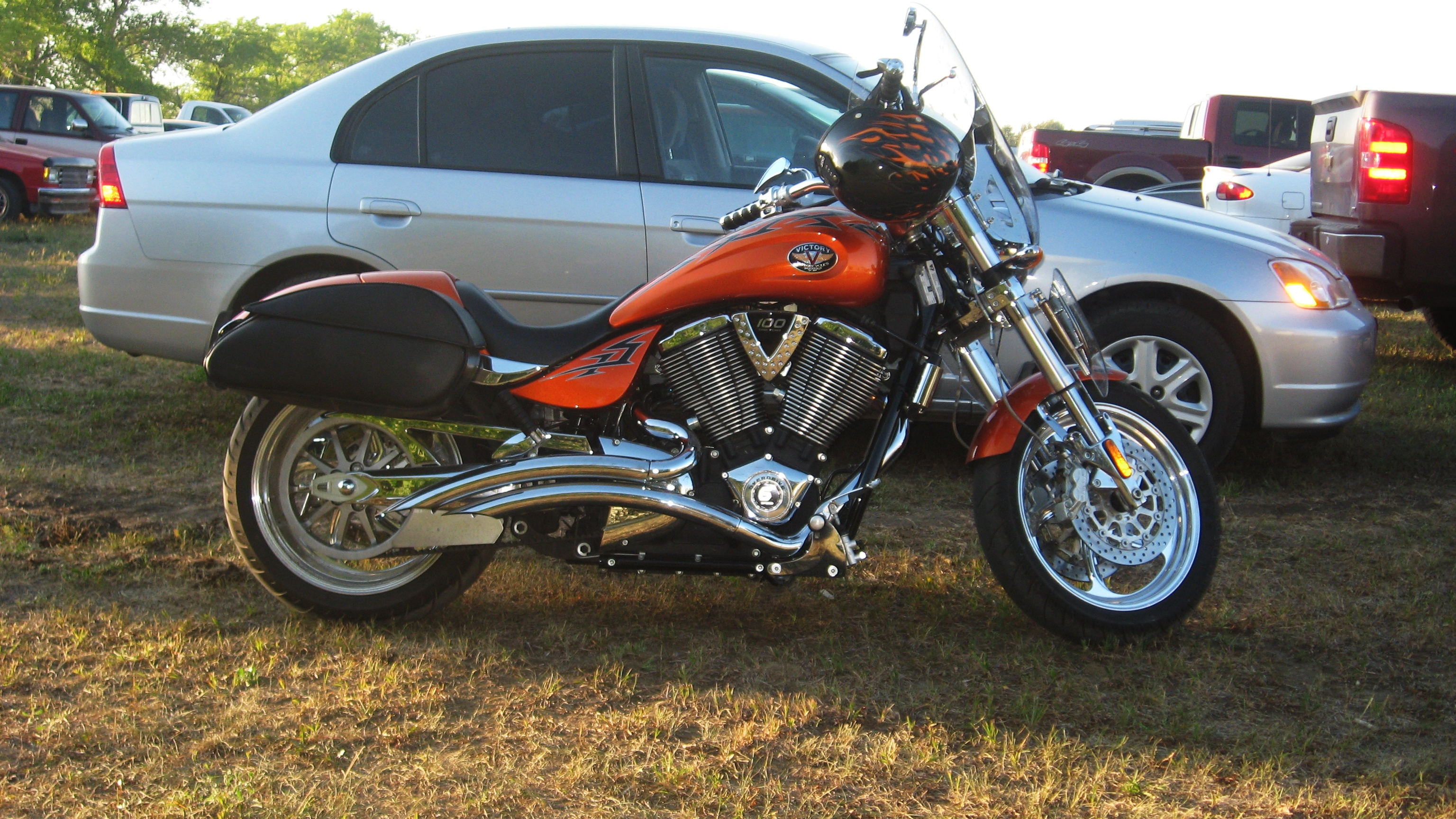

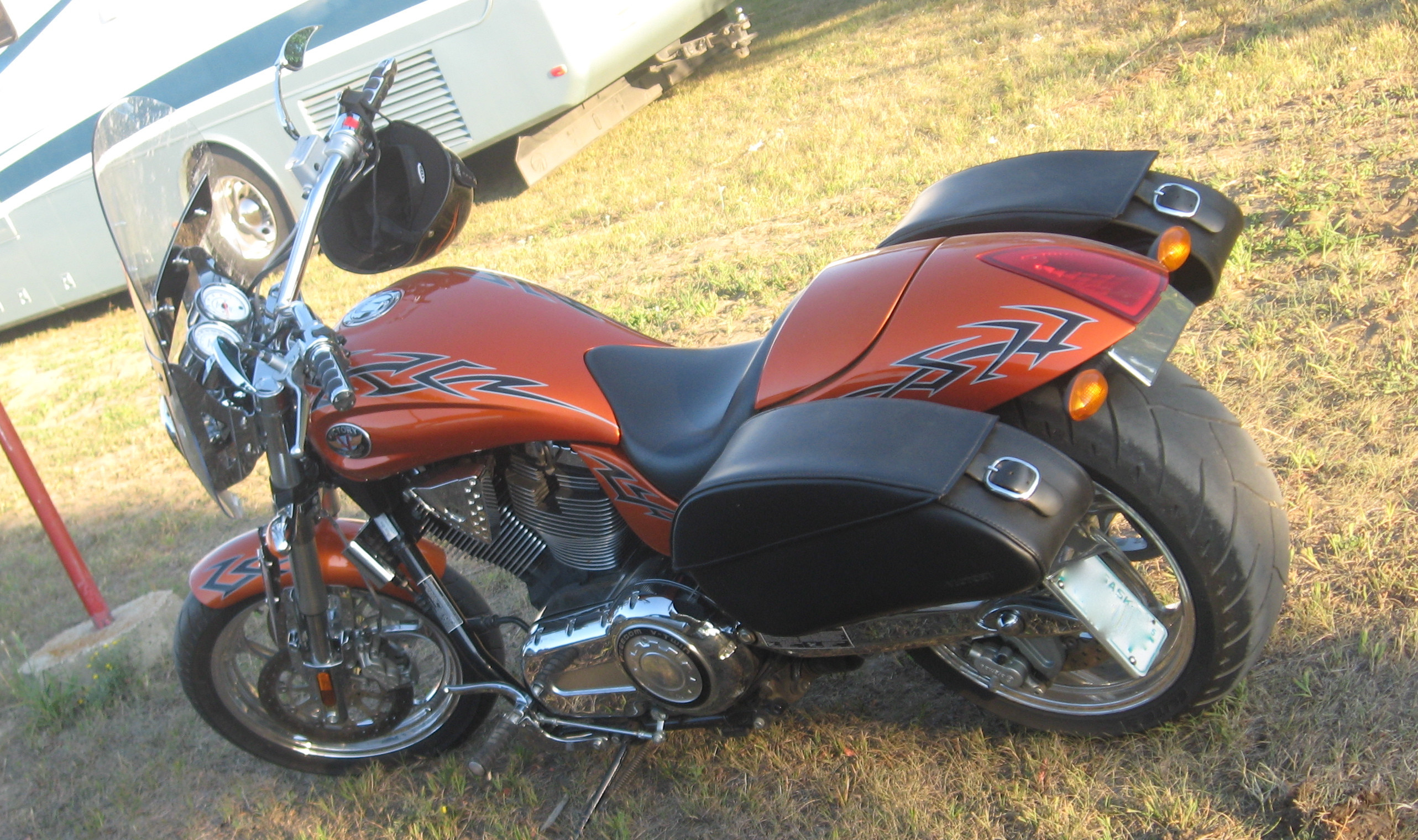

### V92SC SportCruiser
Produzida em 2000 e 2001, a V92SC SportCruiser oferecia maior distância do solo, ajustável por meio de uma simples montagem de parafuso de 2 posições na armação sob o assento. Teve um atingimento menor que o esperado e não vendeu bem.

### V92TC Touring Cruiser
Oferecida de 2002 a 2006, a TC apresentava um braço oscilante mais comprido, grandes alforjes rígidos, um assento redesenhado, e em alguns casos o novo motor Freedom. O assento relativamente mais alto e a ergonomia espaçosa fizeram da motocicleta ideal para motociclistas maiores. O motor Freedom deslocava 92 pol³ (1507,61 cc), mas continha significativamente mais torque e potência que o motor original. Os modelos a partir de 2002 contavam também com kits de motores "big bore" de 100 pol³ (1638,71 cc), que aumentou ainda mais o torque com o sistema de escape aprimorado. Os modelos posteriores incluíam guidões montados em coxins de borracha e configurações de suspensão revisadas. As versões Deluxe (V92TCD) tinham também à disposição vários acessórios extras populares na época. Com a saída dos modelos Touring Cruiser no final de 2006, as últimas das motocicletas V92 originais foram retiradas de linha.

### Vegas
Em 2003, a Victory introduziu a Vegas. O modelo foi projetado pelo designer Michael Song, e vinha com um chassi inteiramente novo. Foi utilizado o motor Freedom das Touring Cruiser, mas o restante da motocicleta recebeu características completamente novas. A Vegas estreou com motor de  92 pol³ (1507,61 cc) e transmissão de 5 marchas, mas foi atualizada para o motor de 100 pol³ (1638,71 cc) e transmissão de 6 marchas no modelo 2006. O modelo Vegas Low possuía assento 1 pol (25mm) mais baixo em relação ao solo, pedaleiras reposicionadas e guidão de 2 pol (21mm) mais recuados que os do modelo original.
A Vegas é considerada parte das Custom Cruisers da Victory.

### Vegas 8-Ball
A Vegas 8-Ball recebeu pintura eletrostática em preto onde o modelo comum recebia cromo. Ela estreou com o motor de 92 cu in (1 500 cc), e foi atualizada para o motor de 100 cu in (1 600 cc) em 2006. A partir do modelo 2011, a Vegas 8-Ball recebeu a transmissão de 6 marchas das Vegas comuns.
A Vegas 8-Ball é considerada parte das 8-Ball Cruisers da Victory.

### High Ball
Introduzida em 2012, é remanescente do estilo bobber. Saiu com guidão estilo seca suvaco, rodas raiadas e pintura em preto & branco fosca com os logos pintados ao invés de frisos. Em 2014 haviam duas opções disponíveis: o modelo mencionado, com rodas de liga leve modelo Judge e um novo esquema de pintura em preto fosco com chamas vermelhas, mantendo as rodas raiadas. Ambas as versões possuíam farol no estilo Judge, substituindo o farol anterior, o que muitas pessoas acharam que não combinou com o estilo da moto.

### Gunner
Introduzida em fevereiro de 2014 como uma motocicleta "bobber" tradicional. Com mais músculos, 106 cu in (1 700 cc) a "Victory Gunner" foi líder de mercado no segmento de motocicletas estilo cruiser ainda em produção.

### Kingpin/Kingpin Deluxe/Kingpin Tour
Seguindo o sucesso da Vegas, a Kingpin foi lançada em 2004. A Victory tirou vantagem da excelente capacidade de afinação de suas bengalas, e revisou a suspensão dianteira e traseira para melhorar a qualidade de rodagem. A Kingpin Deluxe adicionou itens de luxo para atrair motociclistas buscando um maior conforto. A Kingpin e Kingpin Deluxe estrearam com motores de 92 cu in (1 500 cc) e transmissão de 5 marchas, mas foram atualizadas para o motor de 100 cu in (1 600 cc) e câmbio de 6 marchas para o modelo 2006. Em 2007 foi lançada a Kingpin Tour, que era uma Deluxe equipada com um tour pack. A Kingpin Tour foi lançada em substituição à Touring Cruiser.
A Kingpin é considerada parte das Custom Cruisers da Victory.

### Kingpin 8-Ball
A Kingpin 8-Ball é baseada na plataforma Kingpin, e como nas Vegas 8-Ball,  é preta, com destaques em preto ao invés dos cromados do modelo Kingpin padrão. Ela possui o motor de 100 cu in (1 600 cc) com transmissão de 5 marchas. É considerada uma "tela em branco" e por isso é muito popular entre os customizadores de motocicletas.
A Kingpin 8-Ball é considerada parte das Cruisers 8-Ball da Victory.

### Hammer
Introduzida em 2005, a Hammer é considerada parte das Muscle Cruisers da Victory.

### Hammer 8-Ball

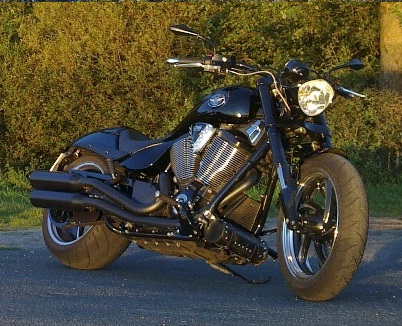
Victory Hammer Eight-Ball

Em 2010, a Victory lançou a Hammer 8-ball. Com um assento mais baixo e um motor menor, a motocicleta foi comercializada como um modelo mais barato e menos equipado do que a Hammer e a Hammer S. Ela foi uma das poucas motocicletas que a Victory manteve com a transmissão de 5 marchas. O modelo 2011 foi atualizado para o motor de 106 cu in (1 700 cc) e transmissão de 6 marchas.
A Hammer 8-Ball é considerada parte das Cruisers 8-Ball da Victory.

### Vegas Jackpot
Lançada em 2006, a Jackpot é, nas palavras da Victory, uma "custom extrema". Ela saiu com o motor Freedom V-Twin de 100 cu in (1 600 cc) e transmissão de 6 marchas, sendo depois atualizada para o motor de 106 cu in (1 700 cc), pneu traseiro de 250 mm, quadro pintado na cor da motocicleta e personalização extensiva com pinturas mais fortes no tanque. A Vegas Jackpot foi desenvolvida para ser a custom top de linha da Victory.

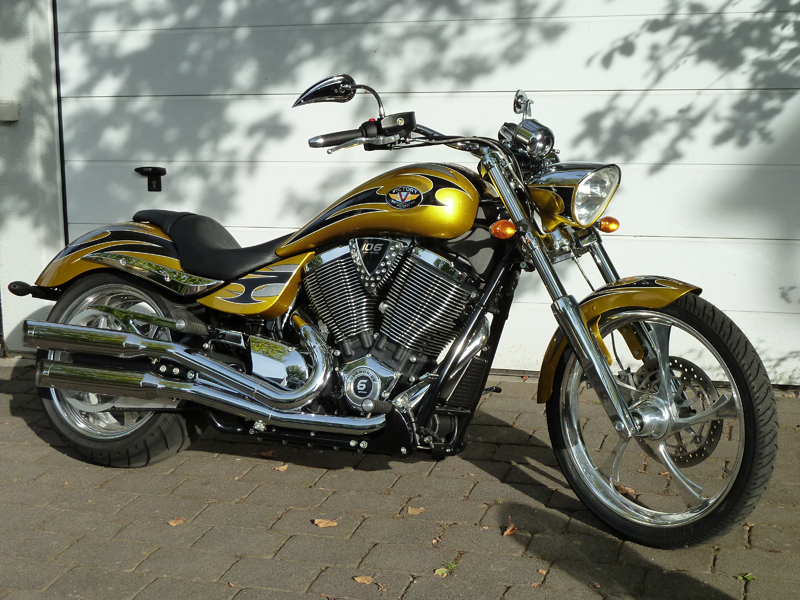
Victory Jackpot (2010)

A Vegas Jackpot é considerada parte das Muscle Cruisers da Victory.

### Ness Signature Series
O customizador de motocicletas Arlen Ness e seu filho Cory Ness se juntaram à Victory em 2003 para criar uma motocicleta de edição limitada baseada na Vegas. As motocicletas que eles desenvolveram utilizavam vários acessórios em alumínio projetados pelo próprio Ness, esquemas de cores personalizados e suas assinaturas nos painéis laterais. Em 2005, eles adicionaram a Kingpin à linha. Em 2006, a Jackpot foi a base para a "Ness Signature Series". Elas contavam com vários acessórios cromados, um banco personalizado por Danny Gray, rodas personalizadas de alumínio e a assinatura de Arlen e Cory Ness nos painéis laterais.
Em 2010, Arlen Ness e Cory Ness criaram mais duas motocicletas; A Arlen Ness Vision e a Cory Ness Jackpot. Criadas como edições limitadas, as motocicletas possuíam pintura e rodas personalizadas, cromo Ness, cabeçotes em formato de diamante, e eram numeradas e assinadas. Apesar do trabalho de customização, as duas motocicletas possuíam as mesmas especificações das motocicletas comuns.

### Vision Street and Vision Tour

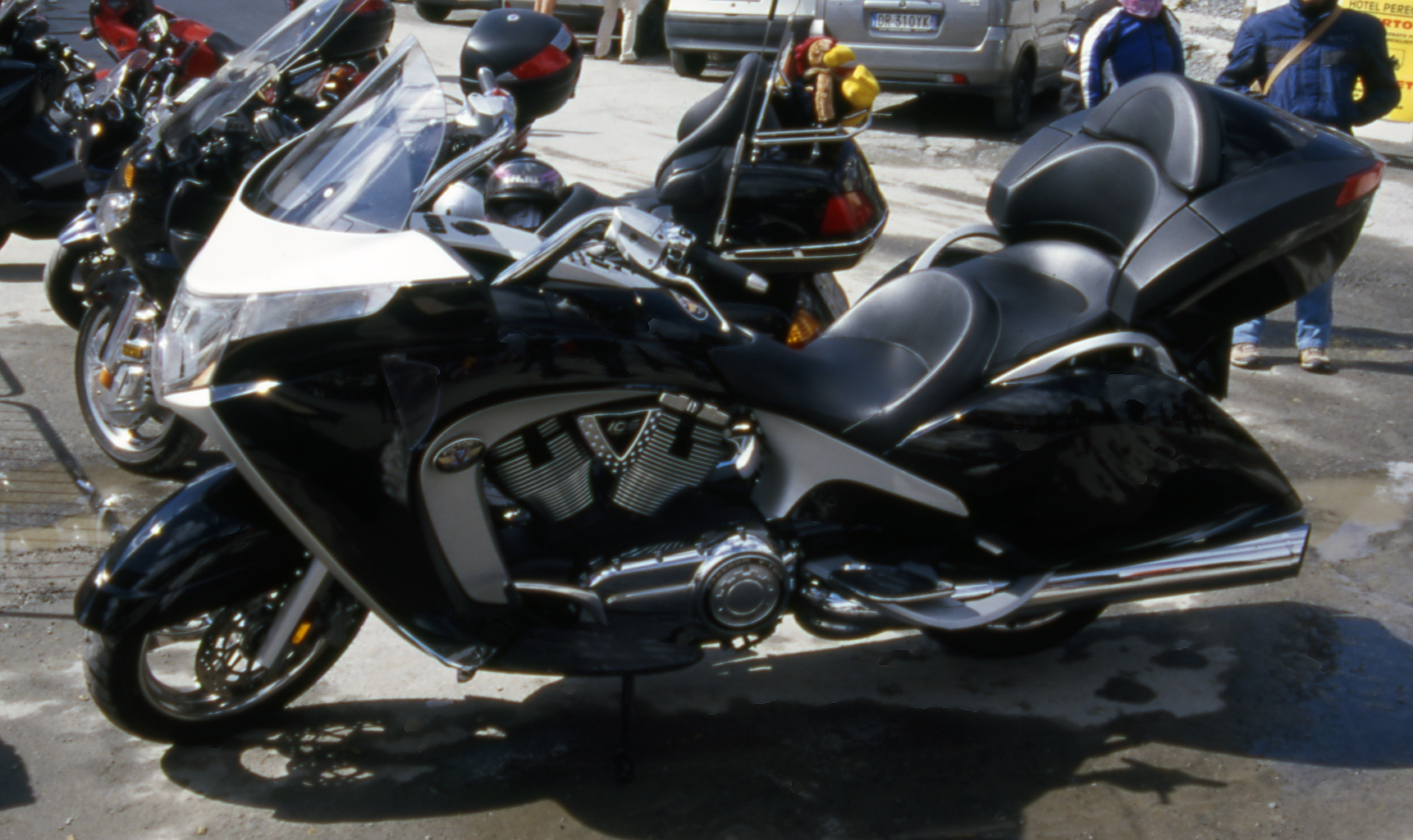
Victory Vision Tour

Introduzida em fevereiro de 2007 como uma adição à linha de 2008, a Vision é uma motocicleta de configuração touring. Ela vem em duas versões: a Street, que inclui um morcego e alforjes laterais rígidos, e a Tour, que também possui um alforje traseiro. A Vision oferece assento baixo e várias opções de eletrônicos de luxo. Em 2010 a Victory substituiu a versão Street pela 8-Ball.

### Vision 8-Ball
A Kingpin 8-Ball É considerada parte das Cruisers 8-Ball da Victory.

### Cross Country
Estreia em 2010, a Victory Cross Country é uma "hard-bagger cruiser" com o guidão montado em um morcego. Ela possui o motor Freedom V-Twin, capacidade de carga de 12 US-gal (45,4 l), 4,7 in (119 mm) de curso de suspensão, plataformas, cruise control e sistema de som compatível com MP3.

### Cross Roads
Também estreia em 2010, a Victory Cross Roads tem a maior potência e capacidade de carga de sua categoria. Com o motor Freedom V-Twin de 106 cu in (1 700 cc) e 21 US-gal (79,5 l) de capacidade de carga, estilo cruiser, assento mais confortável e um parabrisa - foi desenvolvida para dar ao motociclista "um apetite para a estrada aberta"

### Judge
Estreia em 2012, a Victory Judge é uma "sport cruiser" com motor Freedom V-Twin de 106 cu in (1 700 cc), estilo inspirado nos "muscle car" e pedaleiras mais recuadas.

### Octane
Estreia em 2017, a Octane é uma motocicleta completamente nova com um motor de 1200 cc e aproximadamente 100 hp (101 cv).

## Versões 8-Ball
Existiram ao todo 5 motocicletas com versão 8-Ball: Hammer, Vegas, Kingpin, Vision, e Cross Country. As versões 8-Ball saíram com pintura em apenas uma cor e um preço mais baixo que suas versões normais. As motos são basicamente as mesmas de suas versões normais, mas geralmente vinham com menos acessórios. Exemplo: A Vision 8-Ball não saía com encosto para o garupa. As versões 8-Ball das motocicletas eram também mais baixas ou possuíam assento mais baixo em relação ao solo.

## Concurso
Em 2010 o gerente de marketing da Victory, Josh Kurcinka anunciou um concurso onde 10 pessoas ganharam um contrato de arrendamento em uma das duas novas touring: Cross Country ou Cross Roads. Os participantes apresentaram um vídeo de 90 segundos explicando por que eles mereciam o arrendamento da nova motocicleta e o que eles haviam planejado para o verão. Eles foram convidados a delinear quatro viagens diferentes. A Victory julgou os resultados baseando-se na plausibilidade das viagens, conteúdo e originalidade. As inscrições foram feitas online e em feiras do meio, como no International Motorcycle Show em Nova York. De maio a agosto de 2010, os ganhadores começaram a fazer uma viagem por mês, com duração de dois a cinco dias cada. Eles documentaram suas experiências em blogs, vídeos e fotos compartilhando suas análises sobre as motocicletas e os locais que visitaram pelo caminho.

## Clubes de proprietários
O "Victory Motorcycle Club" é um clube independente e sem fins lucrativos, que se iniciou em 1998 como um site de bate-papo online no Yahoo por alguns proprietários de motocicletas da Victory Motorcycles. O clube cresceu de um pequeno grupo de entusiastas para um clube internacional com mais de 2.700 membros pagos e 11.000 convidados nos Estados Unidos, Canadá, Grã-Bretanha e Alemanha. Em julho de 2010 haviam 107 divisões locais.

## Encerramento das atividades
Em 9 de janeiro de 2017, a Polaris Industries emitiu um comunicado à imprensa anunciando que estariam iniciando imediatamente o processo de encerramento das atividades da Victory Motorcycles devido a dificuldades em manter sua fatia de mercado e lucratividade limitada A marca em si também será descontinuada. Os revendedores estarão liquidando seus estoques, enquanto peças sobressalentes continuarão disponíveis durante 10 anos. Os revendedores também deverão continuar oferecendo serviços e garantia para os proprietários.